# Domenico Sartori
Domenico Sartori (* 1709 in Castione; † 1781 in Vò Casaro bei Avio) war ein Bildhauer und Architekt des späten Barock und Rokoko.

## Leben

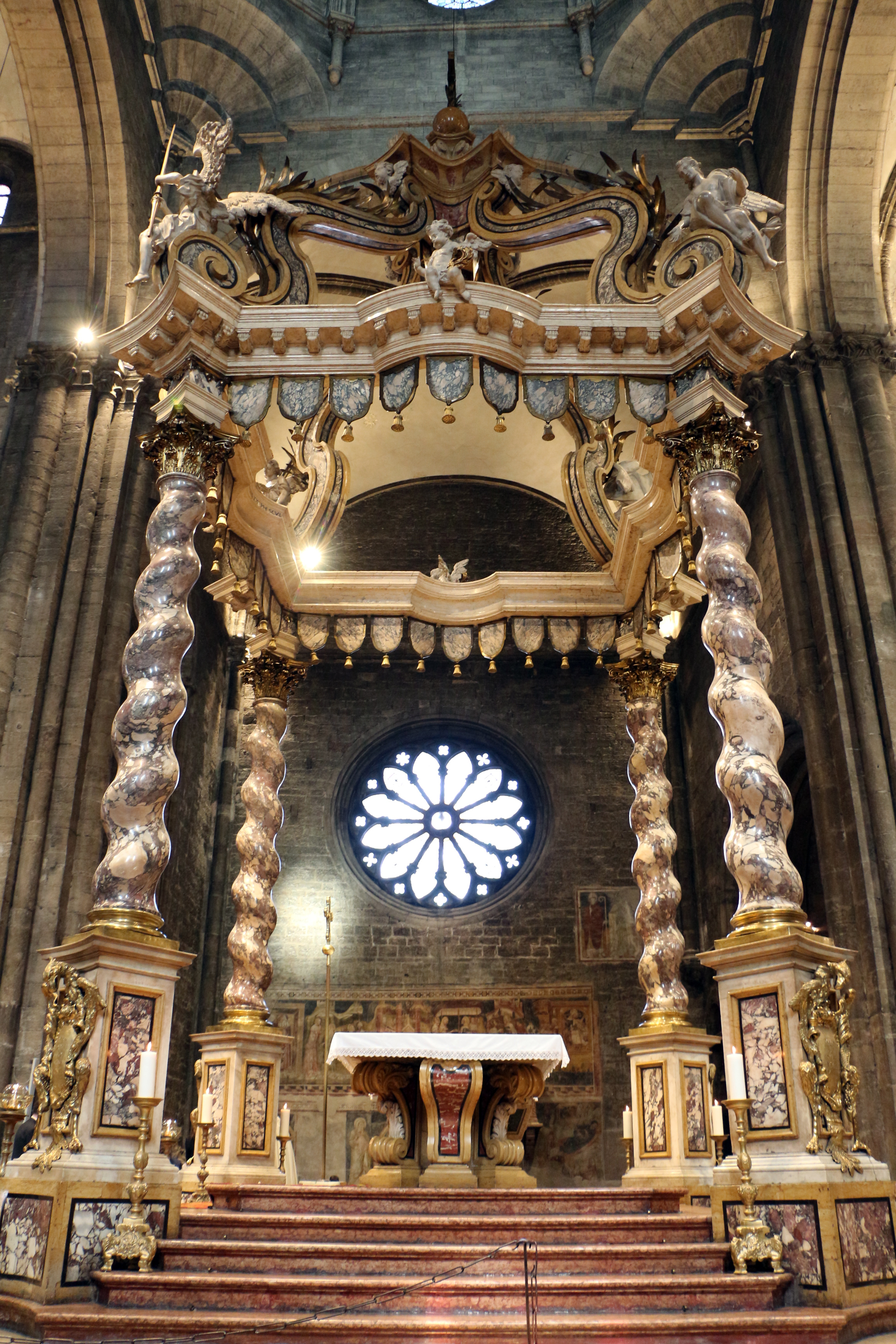
Hochaltar im Dom von Trient

Domenico entstammte einer seit dem Ende des 16. Jahrhunderts in Castione im Trentino tätigen Steinmetz- und Bildhauerfamilie. Er war der ältere Bruder des ebenfalls als Bildhauer und Architekten tätigen Antonio Giuseppe Sartori, mit dem er zusammen in der väterlichen Werkstatt arbeitete.
1730 erhielt er und sein Vater Rocco den Auftrag, einen neuen Hochaltar im Dom von Trient zu errichten. Angelehnt an einen von Cristoforo Benedetti 1727 vorgelegten Entwurf, arbeitete er zusammen mit seinem Bruder ab 1738 an diesem Altar. 1742 übernahm er nach dem Tode seines Vaters die Leitung der Werkstatt in Castione. In dieser Zeit arbeitete er eng mit Antonio Giuseppe zusammen und schuf eine ganze Reihe von Haupt- und Nebenaltären in verschiedenfarbigen Naturwerksteinen, die zum Großteil in den eigenen Steinbrüchen am Monte Giovo bei Castione gebrochen wurden.
Wer von den beiden Brüdern die Altäre entworfen und wer sie ausgeführt hat, lässt sich nicht immer eindeutig festlegen. Ist auf einer Inschrift auf dem Hochaltar des Doms in Trient Domenico als Architekt und sein Bruder als Bildhauer verzeichnet, wurde diese Aufgabenteilung nicht immer strikt eingehalten. Zum Teil griff Domenico bei seinen Arbeiten auch auf Modelle und Pläne anderer Bildhauer und Architekten zurück, wie auf die Werke von Jacopo Antonio Pozzo, dem jüngeren Bruder von Andrea Pozzo. Bereits Ende der 1730er Jahre waren Unterschiede in den Arbeiten der beiden Brüdern zu erkennen. Spielte Antonio Giuseppe gern mit kontrastreichen Licht- und Schattenspielen sowie ausgeprägten plastischen Zügen, zog Domenico eher ruhigere Linien vor.
Letzterer arbeitete aber auch alleine Projekte aus, wie beispielsweise den Hauptaltar der Pfarrkirche in Giovo oder die von ihm stammenden Nebenaltäre in der Konzilskirche Santa Maria Maggiore in Trient, und ursprünglich in einer anderen mittlerweile aufgelassenen Kirche standen. Domenico war größtenteils im Gebiet der heutigen Provinz Trient tätig, Arbeiten von ihm finden sich aber ebenso an der zur Provinz Verona gehörenden Ostküste des Gardasees, wie beispielsweise in der Pfarrkirche in Malcesine, für die er den Hauptaltar und das Pfarrhaus errichtete.
In der Mitte der 1740er Jahre trennten sich schließlich die Wege der beiden Brüder. Zu Domenicos Arbeiten als Architekt gehört der Neubau der Wallfahrtskirche Monte Albano in Mori, die er um die Mitte des 18. Jahrhunderts vollendete. Etwa um 1760 zog er sich aus dem Arbeitsleben zurück. Er starb 1781 in Vò Casaro, dem Geburtsort seiner Frau, die er 1736 geheiratet hatte.